# Schizomussaenda henryi
Schizomussaenda henryi là một loài thực vật có hoa trong họ Thiến thảo. Loài này được (Hutch.) X.F.Deng & D.X.Zhang mô tả khoa học đầu tiên năm 2008.